# Норманбі
Норманбі — вулканічний Г-подібний острів в Соломоновому морі біля східного узбережжя Нової Гвінеї. Є частиною островів Д'Антркасто. Адміністративно належить до провінції Мілн-Бей (Папуа Нова Гвінея). Відокремлений від Нової Гвінеї протокою Гошен (завширшки 18 км), а від острова Фергуссон протокою Доусона (завширшки 3 км). Найбільшим поселенням та адміністративним центром є місто Уса'ала.

## Географія
Площа острова становить 1040 км². Місцевість включає низькі прибережні рівнини та болота, високі гори та круті прибережні схили. Найвища точка — 1158 метрів.

## Історія
У 1873 рік острів відвідав британський капітан Джон Морсбі на кораблі «Василіск». Він назвав острів на честь губернатора Квінсленду маркіза Норманбі Джорджа Фіппса.

## Економіка
Норманбі експортує копру та деревину. На острові розробляються родовища золота.